# 818
Cette page concerne l'année 818  du calendrier julien. Pour l'année 818 av. J.-C., voir 818 av. J.-C. Pour le nombre 818, voir 818 (nombre).
L'année 818 est une année commune qui commence un vendredi.

## Événements
- 22 janvier : Al-Ma’mūn quitte Merv pour reconquérir son titre de calife. Il abandonne sa politique pro-Alides[1].
- 25 mars : la révolte du faubourg  éclate à Cordoue. Elle est réprimée dans le sang les jours qui suivent par l'émir Al-Hakam Ier[2]. Plusieurs milliers d'habitants sont chassés de la ville et trouvent refuge à Tolède. Une partie de la population émigre vers Fès (quartier des Andalous) et Candie en Crète[3].
- 28 mars : Louis le Pieux célèbre Pâques à Aix-la-Chapelle puis y convoque un plaid général de l'empire carolingien. Bernard d'Italie et ses complices sont jugés et condamnés à mort. Louis commue la peine, ordonne que l’on crève les yeux aux laïques et dépose les évêques impliqués[4]. L'empereur apprend la révolte des Bretons qui se sont donné un chef Morvan, qui refuse de payer le tribut[5].
- 17 avril : mort de Bernard, roi d’Italie, des suites de ses blessures[6].
- Été : Louis le Pieux est à Orléans le 27 juillet et à Angers le 17 août[7].
- Août - septembre : expédition de Bretagne[8]. Louis le Pieux rassemble ses troupes contre les Bretons révoltés à Vannes[7]. Des combats très durs opposent les Francs et les Bretons. Louis bat dans la vallée de l'Ellé, le chef breton Morvan qui est tué. À Priziac, il enjoint à l’abbé de Landévennec, Matmonoc, d’abandonner les pratiques celtiques pour la règle bénédictine[9].
- 3 octobre : Louis le Pieux est à Angers auprès de sa femme Ermengarde mourante[10].
- 26 décembre : réunion de la diète de l'empire carolingien à Aix-la-Chapelle (fin le 26 janvier 819). Louis le Pieux y promulgue trois capitulaires, l’un proprement ecclésiastique, le second concernant des additions aux lois, le dernier  des dispositions diverses sous forme d’articles[11].

## Décès en 818
- 13 février : al-Fadl Ibn Sahl, vizir des abbassides, assassiné par un esclave turc[12].
- 12 mars : Théophane le Confesseur, moine byzantin, en exil à Samothrace[13].
- 17 avril : Bernard d'Italie.
- 5 septembre : Ali ar-Rida, imam alide[1].
- 3 octobre : Ermengarde de Hesbaye épouse de Louis Ier le Pieux, à Angers[10].